# Walter Funkat

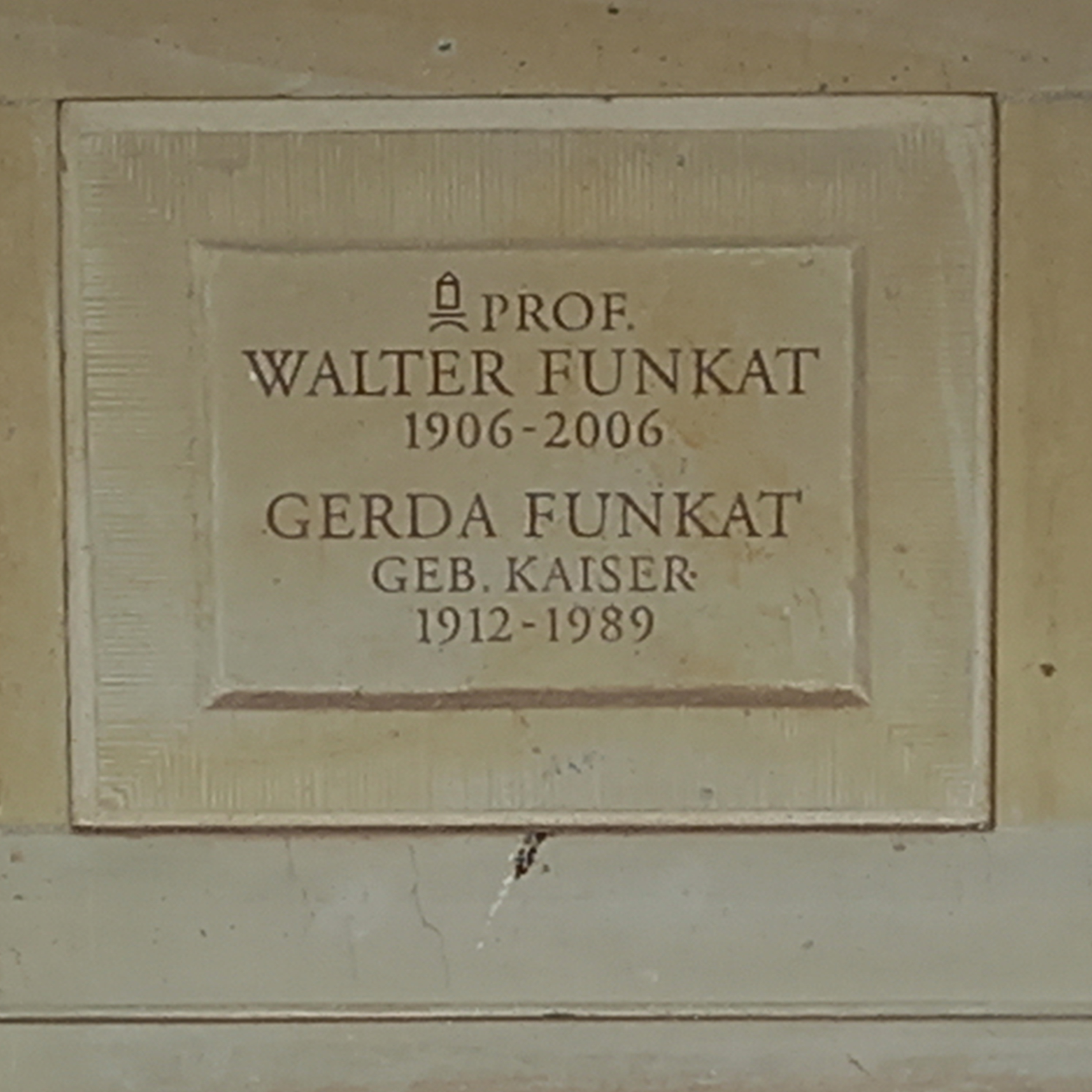
Das Grab von Walter Funkat und seiner Ehefrau Gerda geborene Kaiser auf dem Stadtgottesacker in Halle

Walter Funkat (* 16. Juni 1906 in Hannover; † 4. Juni 2006 in Halle (Saale)) war ein deutscher Gebrauchsgrafiker, Hochschullehrer und DDR-Kulturfunktionär. Er war von 1950 bis 1964 Direktor der Kunstschule Burg Giebichenstein bzw. Rektor der daraus hervorgegangenen Hochschule für Industrielle Formgestaltung Halle.

## Leben
Walter  Funkat studierte von 1924 bis 1926 an der Staatlichen Kunst- und Gewerbeschule in Königsberg und dann bis 1927 Grafik an der dortigen Kunstakademie sowie parallel Kunstgeschichte an der Albertus-Universität Königsberg. Anschließend studierte er bis 1930 am Bauhaus Dessau unter anderem bei den Meistern Josef Albers, Herbert Bayer, Marcel Breuer, Wassily Kandinsky, Paul Klee, László Moholy-Nagy, Oskar Schlemmer und Joost Schmidt. Er arbeitete 1929/30 als Werbegestalter und nach seinem Diplomabschluss von 1931 bis 1940 als selbstständiger Ausstellungsarchitekt und Grafiker in Berlin. Von 1940 bis 1945 leistete er Kriegsdienst und geriet als Soldat in Kriegsgefangenschaft.
Nach seiner Rückkehr nach Deutschland ging er nach Halle und nahm 1946 die Lehrtätigkeit an der Kunstschule Burg Giebichenstein auf. Er gründete eine Klasse für Gebrauchsgrafik, die er bis 1968 leitete. Bereits 1948 wurde er zum stellvertretenden Direktor der Kunstschule berufen und 1950 zum Direktor. Die von Funkat geleitete Schule wurde in den folgenden Jahren mehrmals reorganisiert: 1950 als Institut für angewandte Künste der Martin-Luther-Universität Halle-Wittenberg, 1956 als Institut für künstlerische Werkgestaltung der Hochschule für bildende und angewandte Kunst Berlin-Weißensee. 1958 wurde sie als Hochschule für industrielle Formgestaltung Halle – Burg Giebichenstein autonom, der Funkat bis 1964 als erster Rektor vorstand. Anschließend war er bis 1971 als Direktor des Instituts für Werkkunst an der gleichen Bildungseinrichtung tätig und leitete 1970 bis 1983 die dortigen Weiterbildungskurse für Kunsthandwerker. Er war auch als Berater im Warenzeichenverband „expertic“ tätig.
Funkat war Mitglied der Sozialistischen Einheitspartei Deutschlands (SED) und von 1950 bis 1952 als Mitglied der Fraktion des Kulturbundes Abgeordneter des Landtags von Sachsen-Anhalt. Seit 1950 hatte er leitende Funktionen im Verband Bildender Künstler der DDR inne.
1976 erhielt er den Vaterländischen Verdienstorden in Silber und 1981 in Gold. 1984 ehrte ihn die Staatliche Galerie Moritzburg mit der Ausstellung Walter Funkat und Schüler.
Nach der politischen Wende in der DDR 1989 wirkte Walter Funkat wesentlich bei der Erhaltung und Erweiterung der Hochschule für Kunst und Design Burg Giebichenstein mit. 1994 wurde ihm in Würdigung seiner Verdienste um den Aufbau und die Entwicklung der Hochschule der Titel eines Ehrensenators verliehen.

## Veröffentlichungen (Auswahl)
- Kunsthandwerk in der Deutschen Demokratischen Republik. Verlag der Nation, Berlin 1970.
- Anfänge. Ein Monolog. In: Renate Luckner-Bien (Hrsg.): 75 Jahre Burg Giebichenstein 1915–1990. Halle 1990.